# Базалдела (Удине)
Базалдела је насеље у Италији у округу Удине, региону Фурланија-Јулијска крајина.
Према процени из 2011. у насељу је живело 3923 становника. Насеље се налази на надморској висини од 83 м.